# 京王ホキ280形貨車
京王ホキ280形貨車は1977年（昭和52年）4月から1995年（平成7年）3月までに2両が在籍した京王帝都電鉄京王線の砕石（バラスト）用ホッパ車である。

## 概要
国鉄ホキ800形貨車とほぼ同型である。1974年（昭和49年）に東急車輛製造で京王相模原線建設工事用として製造され、日本鉄道建設公団が所有・使用した後、1977年に京王が購入したものである。自重18t、荷重30t、全長12,800mm、TS-410台車装備。1982年（昭和57年）1月にブレーキ方式が自動ブレーキから電磁直通ブレーキ(HSC)に改造された。1995年にけん引車であるデト210形とともに廃車された。